# 地球の歩き方 (ザ・コレクターズのアルバム)
『地球の歩き方』（ちきゅうのあるきかた 英語訳：The Way We Walk Around The Globe）は、日本のロックバンド、ザ・コレクターズ(THE COLLECTORS)のメジャー18作目のオリジナル・アルバム。

## 概要
前作『青春ミラー(キミを想う長い午後)』以来、約1年4ヶ月ぶりのオリジナル・アルバムである。名前の由来は、旅行ガイドブックの「地球の歩き方」からきている。
アルバムには「初回盤」と「通常盤」があり、ディスクジャケットが若干異なる。
バンド結成から25年を迎える年にリリースされたアルバムであり、このアルバムの初回盤に限り、CDアルバムの他に『Five plus Twenty』と題されたDVDが収められている。DVDは収録時間が60分を超える。

## 収録曲

### CD
- 全曲作詞・作曲：加藤ひさし

1. 地球の歩き方
表題曲。1番の歌詞は、同年3月11日に発生した東日本大震災以前に作られ、2番の歌詞は震災後に作られた。[2]
2. GROOVE GLOBE
このアルバムで最初に作られたという楽曲。加藤はこの曲について、「『オール・アメリカン・リジェクツ』とか『マイ・ケミカル・ロマンス』とか、ああいうビート感みたいなものを持ち込みたくてしょうがなかったの。っていうのは、キャリアが長くなってくるバンドってなんか『渋さ』と『落ち着き具合』で事を運んでいくことがすごく多くて、それはオレの中であんまりカッコよくないんだよね。」と語る。[2]
3. 英雄と怪物
震災や原発事故について歌われた楽曲。[2]
4. サマー☆ビーチ☆パラソル
夏を歌った楽曲。震災前に歌詞が完成していた曲である。加藤は、「震災後だったら多分、オレは『サマー☆ビーチ☆パラソル』は書けなかったよね。」と語る。[2]
5. マナーモード
ギターのリフから入る楽曲。震災前に歌詞が完成していた曲である。[2]
6. キミノカケラ
ラブソング。加藤は、「『スタンド・バイ・ミー』じゃないけど、ああいうベタなラヴソングを書きたいってすごく思ってたから。これはもう、その通りなんだけどね。イメージ通りです。」と語る。バッキング・ボーカルとして、ヒックスヴィルの真城めぐみが参加している。
7. マネー
メイン・ボーカルはメンバーである古市コータロー。ポップ・チューン。
8. ハッピーカメラ
元々「支離熱烈」というタイトルが付けられていたが、後にタイトルと歌詞を書き換えた楽曲である。まだ『ハッピーカメラ』として歌詞が未完成のうちに、台湾でのライブにて披露した。その後、ライブに来ていた旺福のメンバーである小民から、「ライヴすごい楽しかった。自分は今からっぽだ、楽しさも全部使い果たしてしまった。でもいまみんなで撮った写真をデジカメで見ているんだけれど、時間は過ぎていくけど写真の中のボクたちはずっとハッピーだね」という文面のメールが加藤の元にきて、それをヒントに残りの歌詞を書き上げたという。[2]
9. フリー ハンド
「ページ1」「ページ2」...と、歌詞の中にストーリー性がある楽曲である。
10. ドミノ トップリング
短調の楽曲。加藤は、「マイナー（短調の曲）って日本人がやると70年代のフォークソングっぽくてすごく寂しくなったりするじゃない？そこ辺りがどう映っているか心配だったんだよね。」と語る。[2]
11. 遥かなるスタートライン
この曲と、次の『春鳥の羽ばたく空』とバラードが2曲続き、アルバムが終わる。
12. 春鳥の羽ばたく空
最初の仮のタイトルは、「スモール・タウン」であった。[2]

### DVD（初回盤限定）
- 黒字は楽曲名。

1. 地球の歩き方（ミュージック・ビデオ）
2. Interview #1
3. たよれる男（ミュージック・ビデオ）
4. Interview #2
5. 青春ミラー(キミを想う長い午後)（ミュージック・ビデオ）
6. 明るい未来を（ミュージック・ビデオ）
7. Interview #3
8. サマー☆ビーチ☆パラソル(DIGEST) -24th Apr.2011 Shibuya Club QUATTRO（ライブ映像）
9. Interview #4
10. GROOVE GLOBE(DIGEST)　-22nd May 2011 Shibuya Club QUATTRO（ライブ映像）
11. Interview #5